# دنیل سایاس
دنیل سایاس (اسپانیایی: Daniel Zayas‎؛ زادهٔ ۲۱ ژوئیهٔ ۱۹۵۷) وزنه‌بردار اهل کوبا بود. وی در بازی‌های المپیک تابستانی ۱۹۷۶ شرکت کرده‌است.